# 30 дней до рассвета
«30 дней до рассвета» (швед. Frostbiten) — вампирская комедия шведского режиссёра Андерса Банке, снятая в 2006 году.

## Сюжет
Украина, зима 1944 года. Группа эсэсовцев, среди которых были и швед-доброволец Герхард Беккерт, ищет убежища в крестьянском доме. Однако здесь они становятся жертвами вампиров.
Наши дни. Городок на севере Швеции, период полярной ночи. Сюда приезжает новый доктор Анника с дочерью-подростком Сагой, которая достаточно быстро знакомится с экзальтированной местной девицей Вегой, которая приглашает новую знакомую на вечеринку к Йону. Тем временем студент-медик Себастиан съедает украденные у профессора Беккерта красные капсулы. У юноши с одной стороны возникает странная жажда, с другой, появляются паранормальные способности. Зашедшая к нему Вега незаметно похищает коробку с остальными капсулами, которые она приносит на вечеринку.
Себастиан, приглашённый в гости к родителям его подруги Корнелии, мучается от вида креста и блюд с чесноком. В конце концов он ест живого кролика. А на вечеринке Вега угощает своих приятелей капсулами и наблюдает, что с ними происходит. Через какое-то время некоторые ребятишки превращаются в вампиров и начинают кушать остальных участников торжества, и Саге приходится убегать то от Йона, то от Веги.
Во время дежурства в больнице Аннику кусает якобы лежащая в коме девушка. Заметив это, Беккерт пытается сначала уничтожить коллегу, а затем рассказывает, как 60 лет назад он стал вампиром. В последующие годы профессор проводил эксперименты, в результате чего он стал более совершенным кровопийцей, а красные капсулы, наполненные кровью вампиров, нужны ему для дальнейших исследований.

## В ролях
| Актёр             | Роль                      |
| ----------------- | ------------------------- |
| Петра Нильсен     | Анника                    |
| Карл-Оке Эрикссон | профессор Герхард Беккерт |
| Грете Хавнешёльд  | Сага                      |
| Эмма Оберг        | Вега                      |
| Йонас Лос         | Роберт                    |
| Никлас Грёнберг   | Йон                       |
| Густав Юханссон   | Йуэл                      |
| Линни Йонсон      | Сисси                     |
| Ноур Эл-Рефай     | Корнелия                  |
| Юнас Карлстрём    | Себастиан                 |
| Анна Линдхольм    | Мона                      |

## Награды
- 2006 Fantasporto — лучший иностранный фантастический фильм
- 2006 Screamfest — приз Festival Trophy